# Saint-Martin-le-Bouillant
Saint-Martin-le-Bouillant – miejscowość i gmina we Francji, w regionie Normandia, w departamencie Manche.
Według danych na rok 1990 gminę zamieszkiwały 303 osoby, a gęstość zaludnienia wynosiła 24 osoby/km² (wśród 1815 gmin Dolnej Normandii Saint-Martin-le-Bouillant plasuje się na 593. miejscu pod względem liczby ludności, natomiast pod względem powierzchni na miejscu 349.).